# Ватутин, Иван Павлович
Иван Павлович Ватутин (1902, Безопасное, Ставропольский край — 1974, Лабинск, Краснодарский край) — передовик советского сельского хозяйства, Герой Социалистического Труда (1948).

## Биография
Родился в 1902 году в селе Безопасное, в 1940 году переехал в Талды-Курганскую область Казахской ССР, где с 1941 года работал трактористом в колхозе имени «10 лет КазССР». Участник Великой Отечественной войны. После демобилизации возвратился в колхоз «10 лет КазССР», где его назначили бригадиром тракторной бригады. В 1947 году колхоз собрал урожай пшеницы по 22,94 центнеров с посеянной площади 192 гектаров. За активное участие в деятельности колхоза Иван Павлович Ватутин был удостоен звания Героя Социалистического Труда в 1948 году.

## Награды
- Герой Социалистического Труда — Указом Президиума Верховного Совета от 28 марта 1948 года.
- Орден Ленина (1948);

## Источник
- Герои Социалистического труда по полеводству Казахской ССР. Алма-Ата. 1950. 412 стр